# Schladming

Schladming  (slovenski: Slapnik) je gradić u Austriji u saveznoj pokrajini Štajerskoj, i poznato skijaško odredište.

## Vanjske poveznice
- Službene stranice Schladminga